# Nahornop Marsada
Nahornop Marsada is een bestuurslaag in het regentschap Tapanuli Utara van de provincie Noord-Sumatra, Indonesië. Nahornop Marsada telt 1483 inwoners (volkstelling 2010).